# Chūnibyō
Chūnibyō (中二病?) es un término coloquial japonés que se traduce como «síndrome de octavo grado» o «síndrome de segundo año de Secundaria», empleado para describir a adolescentes con delirios de grandeza que desean desesperadamente destacar, por lo que se convencen a sí mismos que tienen cualidades especiales o poderes secretos. El término se ha popularizado por obras de manga y anime, como Chūnibyō demo koi ga shitai!.

## Historia
"Chūnibyō" es un nombre acuñado por el comediante japonés Hikaru Ijūin en 1999 para una sección de su programa de radio Hikaru Ijuin's UP'S, se puede traducir literalmente como "Síndrome del Octavo grado", curso que en el sistema de educación nipona, entre otros países, los niños cursan entre los 13 y 14 años y comienzan a alejarse de la infancia para entrar en la adolescencia e iniciar la búsqueda de su identidad. El término se utiliza para referirse a adolescentes que tienen delirios de grandeza, superioridad y actitudes llamativas e infantiles respecto a los demás, adoptando comportamientos extraños y en ocasiones actuando como si vivieran en un mundo imaginario, por lo que el estereotipo usualmente señala a los juegos de los niños de primaria por debajo del octavo grado.
Popularmente el chūnibyō se asocia con los jóvenes que influenciados por los programas, libros, videojuegos y otros textos audiovisuales de fantasía, terror o ciencia ficción, crean una identidad donde se refieren a sí mismo como individuos especiales con habilidades y/o conocimientos sobrenaturales que contrario a su apariencia ordinaria los muestra ante sus propios ojos como seres especiales y superiores a la media.
En 2009, Ijūin hizo una declaración rechazando la seriedad con que se usaba este término, ya que a pesar de tratarse simplemente de un comentario humorístico y espontáneo ha pasado a ser tratado como si fuese una condición seria de estudio psicológico.

## Clasificación del Chūnibyō

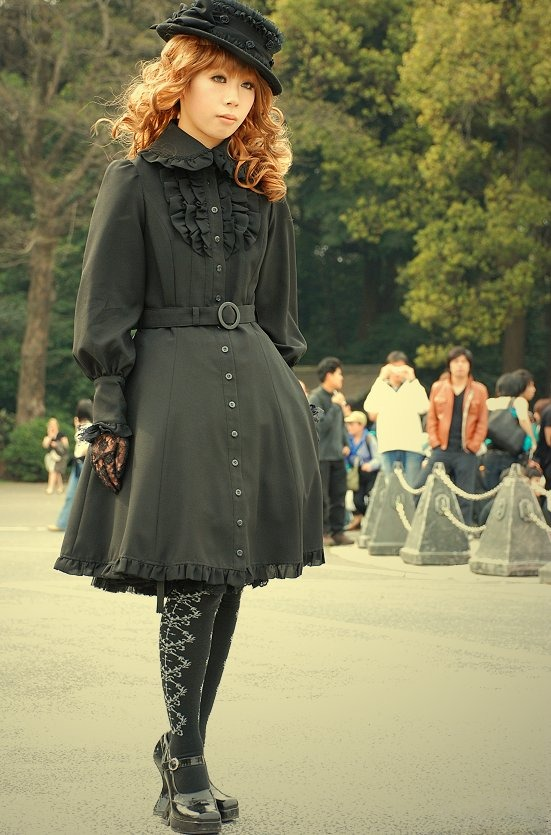
La cultura audiovisual moderna es una poderosa fuente de inspiración para los conceptos y estética del Chūnibyō

En 2008, Hyōya Saegami, autor de novelas juveniles, escribió Chūnibyō toriatsukai setsumeisho (中二病取扱説明書 lit. Manual de usuario de chūnibyō?), donde identifica y clasifica el chūnibyō en tres tipos:
- DQN (DQN系, Dokyun kei?): Delincuente. Son aquellos adolescentes que actúan de manera antisocial, fingiendo pertenecer al mundo delictivo, conocer sobre pandillas y su cultura; aunque rara vez se trata de gente que ha estado relacionada con ambientes marginales y sus supuestos conocimientos solo vienen de estereotipos mostrados en programas de televisión o redes sociales.
- Subcultural/SubCul (サブカル系, Sabukaru kei?): Popularmente llamado Hipster. Se reconoce ya que busca ser especial mostrando rechazo a las modas más conocidas y populares en lo que muchos de ellos aseguran es un medio para expresarse de forma propia. Por lo general simplemente adoptan modas "underground" y aunque no se identifiquen como una tribu o corriente son fácilmente reconocibles y clasificables por su apariencia y actitud. La idea esencial de esta categoría es ser considerados "geniales por ir contra la corriente" y congeniar con personas con los mismos intereses mientras sean una minoría pero, irónicamente, esto los vuelve un colectivo con modas y una estética genérica fácilmente identificable.
- Ojo maligno (邪気眼系 Jakigan kei?): Correspondiente a lo que más se suele asociar con el término. Adolescentes aficionados a la fantasía, lo futurista o sobrenatural que gustan actuar como poseedores de superpoderes o habilidades ocultas que los vuelven individuos especiales, adoptando alias e identidades alternativas inspiradas en historias o personajes de ciencia ficción y fantasía con los que se identifican y en los cuales a veces basan su estética o comportamiento. Según el estereotipo más extremo, que no siempre es una norma absoluta, suelen vestir atuendos inspirados en sus fantasías o acompañar las ropas normales con accesorios o elementos "que les agreguen carácter" (parches oculares, guantes de cuero, abrigos largos, vendajes, accesorios metálicos, etc), hablando de forma teatral y rebuscada, como lo hacen los personajes de animes y videojuegos.

## Transposición del término
El crítico literario Boushi Chino expresó que le gustaría dar a la novela Don Quijote el subtítulo «'Chūnibyō' a los 50 años» por el círculo vicioso que observa en la obra, caracterizada por "la visión del mundo del protagonista a través de lentes de colores" que causan que "la gente a su alrededor deba seguirle la corriente para no negar sus delirios, pero al final solo hace que el protagonista sucumba más y más a esos delirios".
El Japanisch-Deutschen Gesellschaft es una institución ubicada en Tokio cuyo objetivo es mostrar tanto a los alemanes la cultura japonesa en talleres como transmitir la cultura y el idioma alemán a los japoneses que actualmente utiliza el Chūnibyō como un enfoque para acercar el idioma alemán a los escolares japoneses. En el año 2015 realizó un evento llamado Chūnibyō de manabu doitsugo (中二病で学ぶドイツ語 Alemán con chūnibyō?), Planificado inicialmente para recibir a 40 participantes, sin embargo el concepto atrajo de los medios en la televisión y el Internet a tal punto que el evento debió ser trasladado a a un salón con capacidad para 120 asistentes y, a pesar de ello, aún había 80 personas en lista de espera.
En 2013, el superintendente metropolitano de Seúl, Moon Yong-rin, fue criticado por intentar "curar y prevenir el Chūnibyō" organizando un maratón donde todos los estudiantes de segundo año de secundaria tenían la obligación de correr.

## Ejemplos en obras de ficción
- Rikka Takanashi
- Erio Tōwa y Yashiro Hoshimiya
- Makoto Kozuka
- Kobato Hasegawa
- Mizuho Inada
- Yoshiko Tsushima

- Eita Kidō y Himeka Akishino
- Shun Kaido
- Ayase Kishimoto
- Rintaro Okabe
- July Andō
- Minami "Yamai" Yamamoto
- Gundham Tanaka
- Omoharu Nakanaka
- Uto Nakaji
- Ryōko Satō